# Sikanové

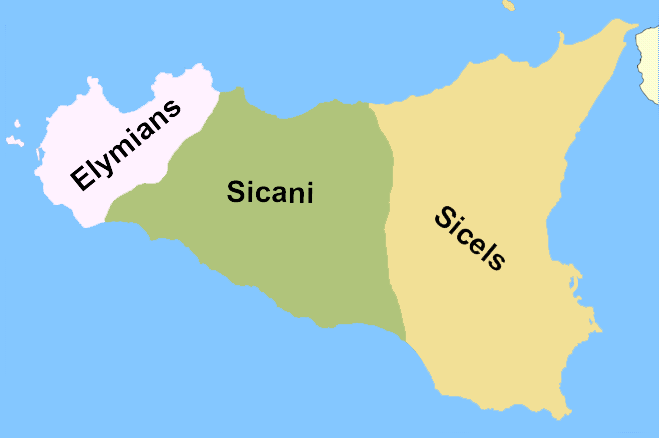
Přibližné území Sikanů v 11. století př. n. l., po příchodu Elymů a Sikulů

Sikanové (řec. Σικανοί, lat. Sicani) byli starověké etnikum, nejstarší známí obyvatelé ostrova Sicílie.
Jejich původ je nejistý, podle Diodóra Sicilského a Timaia byli autochtonním (původním) obyvatelstvem, podle Filista a Thúkydida byli iberského původu. Posledně jmenovaný také uvádí, že se podle nich ostrov nazýval Sikania, zatímco původní jméno bylo Triankria („Třírohá“ podle tvaru). O Sikánii (zemi Sikanů) bez jasného geografického určení se zmiňuje i Homér.
Později je začaly vytlačovat další kmeny: od západu Elymové, podle Thúkydida původem Trójané uprchlí po dobytí Tróji, a od východu Sikelové (Sikulové), kteří sem přišli přes Messinskou úžinu z jižní Itálie, odkud byli sami vypuzeni dalšími kmeny.
Od 8. století př. n. l. se na Sicílii začali usazovat na východě řečtí kolonisté (Messina, Syrákúsy) a na západě Féničané (dnešní Palermo). Prvním dominantním hegemonem byl syrákúský tyran Gelón na začátku 5. století, který začal s fénickými Kártáginci dlouhý zápas o nadvládu na ostrově. Důsledkem působení těchto mocných sousedů byla marginalizace starších obyvatel včetně Sikanů a jejich vytlačení do vnitrozemí a méně příznivých částí ostrova.